# Fokino (Přímořský kraj)
Fokino (rusky Фокино) je uzavřené město v Přímořském kraji v Ruské federaci. Při sčítání lidu v roce 2010 mělo přes třiadvacet tisíc obyvatel.

## Poloha a doprava
Fokino leží na konci zálivu Abrek v Japonském moři, východně od zálivu Petra Velikého a vzdušnou čarou přibližně 45 kilometrů na jihovýchod od Vladivostoku, správního střediska Přímořského kraje.
Od roku 1941 vede do Fokina železniční trať, která se odpojuje ve Smoljaninově od nachodské větve Transsibiřské magistrály a vede na jih přes Bolšoj Kameň jednou větví do Fokina a druhou do Dunaje.